# باسلر کانتونال‌بنک
باسلر کانتونال‌بنک (انگلیسی: Basler Kantonalbank) شرکت خدمات مالی و بانکداری سوئیسی است، که در سال ۱۸۹۹ تأسیس شد.